# قانون رفع
قانون الرفع في الإحصاء هو علاقة دالّية (functional relationship) بين كميتين، حيث أن التغيّر النسبي في كمية تتسبب في تغير نسبي متناسب في كمية أخرى بغض النظر عن الحجم الابتدائي للكميتين، واحدة تتفاوت كرفع (power) للأخرى، على سبيل المثال باعتبار مساحة المربع بدلالة طول الضلع فإذا زاد طول الضلع للضعف تزيد المساحة أربعة أضعاف.

## أمثلة
التوزيعات لتشكيلة واسعة من الظواهر الطبيعية والبيوليوجية والبشرية تقريبا تتبع قانون الرفع علي مدي واسع من المقادير: هذا يشمل فواهات البراكين عل سطح القمر والانفجارات الشمسية وتردد كلمات بعينها في اللغات وأحجام انقطاع الطاقة والاتهامات الجنائية لكل مدان وانفجارات البراكين وكميات أخرى عديدة تخضع لقانون الرفع وأيضا فقدان الطاقة خلال بث الصوت في وسائل الإعلام وقياس التنامي للعلاقة بين المتغيرات البيولوجية من أفضل امثلة قانون الرفع في الطبيعة.